# Apple AirTag
Apple AirTag — смарт-метки компании Apple, представленные 20 апреля 2021 года. Используется как метка для нахождения любого предмета (следящее устройство).
В своей работе используют технологии Bluetooth, NFC и UWB. Для работы со смарт-меткой по технологии UWB нужно устройство с чипом U1 (iPhone 11, и новее, кроме iPhone SE 2-го поколения), технология UWB не работает в некоторых странах, включая Россию.
Так же было выпущено приложение Tracker Detect для Android

## Особенности

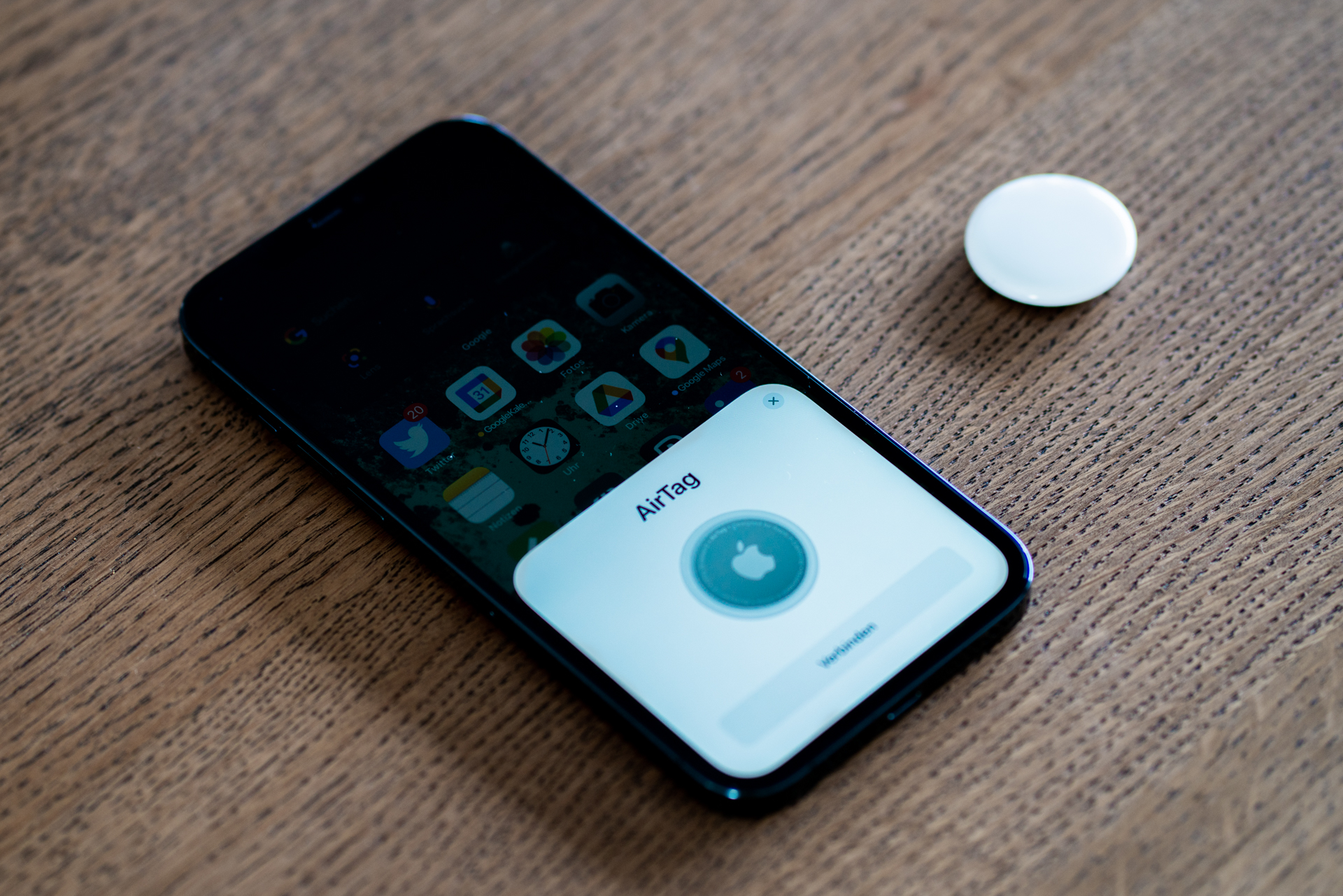
Процесс подключения AirTag к iPhone 12 Pro Max

AirTag можно найти с помощью приложения «Локатор» на устройствах Apple. Звуки можно воспроизводить на AirTag с помощью приложения. iPhone, оснащённый чипом U1 (iPhone 11 или новее, за исключением iPhone SE 2020), может использовать функцию точного отслеживания, когда он находится в пределах досягаемости, функция, которая использует сверхширокополосную связь для определения направления и точного расстояния до AirTag.
Пользователи могут пометить AirTag как потерянный и оставить номер телефона и сообщение. Номер телефона и сообщение можно увидеть на iPhone с помощью функции «Определить найденный элемент» в приложении Find My, нажав его рядом с катушкой NFC телефона, а на телефонах Android также нажав на катушку NFC телефона, которая будет перенаправлена на веб-сайт, содержащий сообщение и номер телефона. Утерянный AirTag можно найти даже в автономном режиме, используя местоположения окружающих iPhone.

## Конфиденциальность
AirTag имеет средства управления конфиденциальностью. Чтобы предотвратить нежелательное отслеживание, устройство iOS / iPadOS предупредит вас, если чужой AirTag будет находиться рядом с вами слишком долго.

## Технические характеристики
- Устройство питается от элемента CR2032, которого хватает на один год использования.

- Размеры: диаметр 31,9 мм (1,26 дюйма) × толщина 8 мм (0,31 дюйма)

- Масса: 11 г.

- Защита от воды и пыли IP67.

- Диапазон UWB не указан Apple, и пользовательское тестирование ещё не сообщало о нём.

Каждый AirTag связан с Apple ID. К одному Apple ID можно подключить до 16 трекеров AirTag.

## Требования
- Идентификатор Apple ID;
- Модели iPhone или iPod touch с iOS 14.5 или новее, или модели iPad с iPadOS 14.5 новее;
- Для точного определения местоположения требуется поддержка UWB при поиске устройства.

## Поддерживаемые устройства Apple U1
- iPhone 11
- iPhone 11 Pro
- iPhone 11 Pro Max
- iPhone 12
- iPhone 12 Mini
- iPhone 12 Pro
- iPhone 12 Pro Max
- iPhone 13
- iPhone 13 Mini
- iPhone 13 Pro
- iPhone 13 Pro Max
- iPhone 14
- iPhone 14 Plus
- iPhone 14 Pro
- iPhone 14 Pro Max
- iPhone 15
- iPhone 15 Plus
- iPhone 15 Pro
- iPhone 15 Pro Max
- iPhone 16
- iPhone 16 Plus
- iPhone 16 Pro
- iPhone 16 Pro Max

## Связь
- Bluetooth для обнаружения сближения
- Микросхема U1 для сверхширокополосного и точного поиска
- NFC-связь для режима пропажи